# Holden FC
Holden FC — среднеразмерный автомобиль, выпускавшийся с 1958 по 1960 год австралийской компанией Holden. 

## Описание
Впервые Holden FC был представлен 6 мая 1958 года. Представляет собой фейслифтинговый вариант предшественника — Holden FE. Хотя дизайн автомобиля исключительно австралийский, стиль напоминает североамериканский Chevrolet 1955 года.

## Модельный ряд
- Holden Standard Sedan[4];
- Holden Standard Station Sedan;
- Holden Business Sedan;
- Holden Special Sedan;
- Holden Special Station Sedan;
- Holden Utility;
- Holden Panel Van.

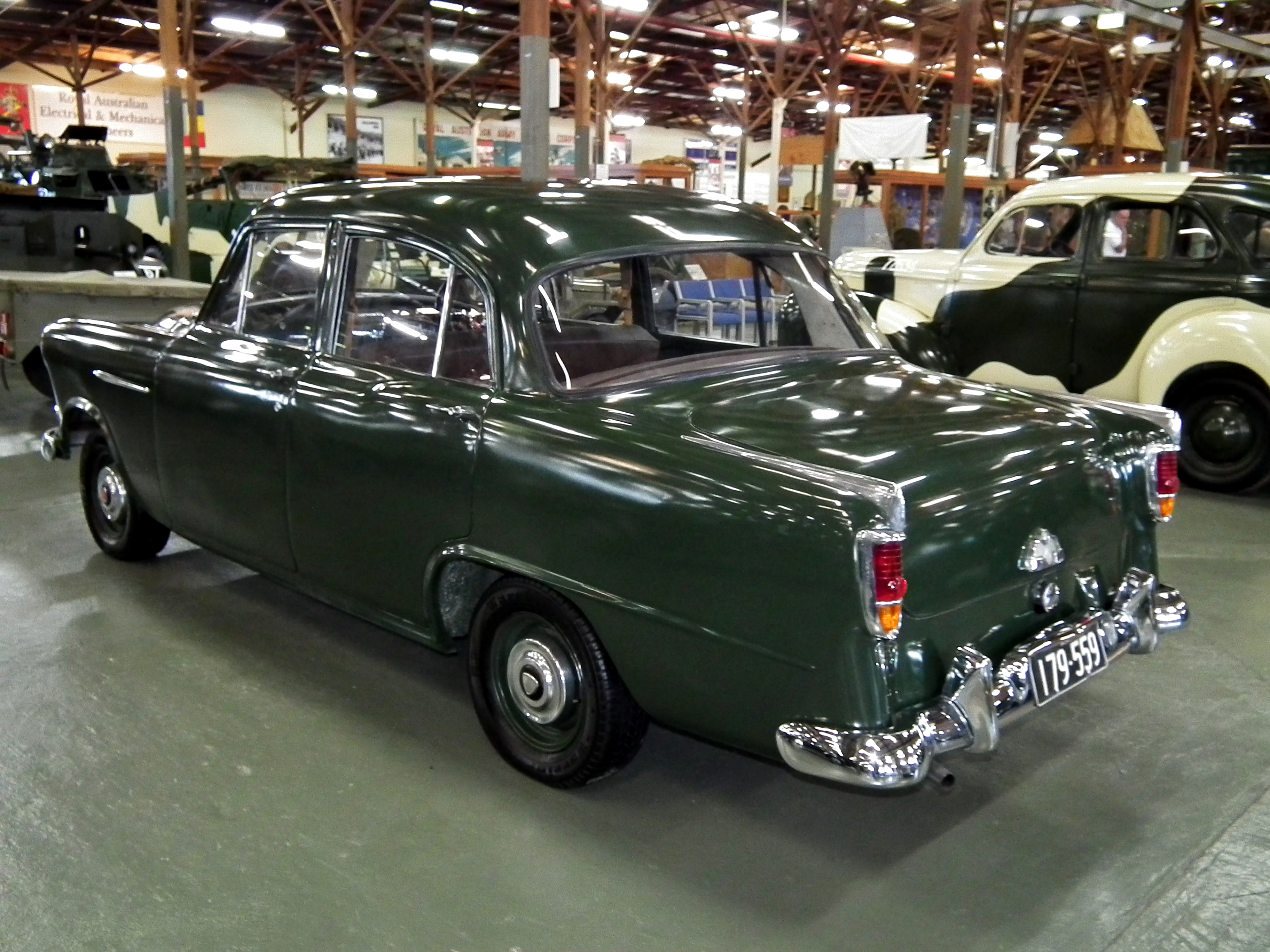
Holden Standard Sedan
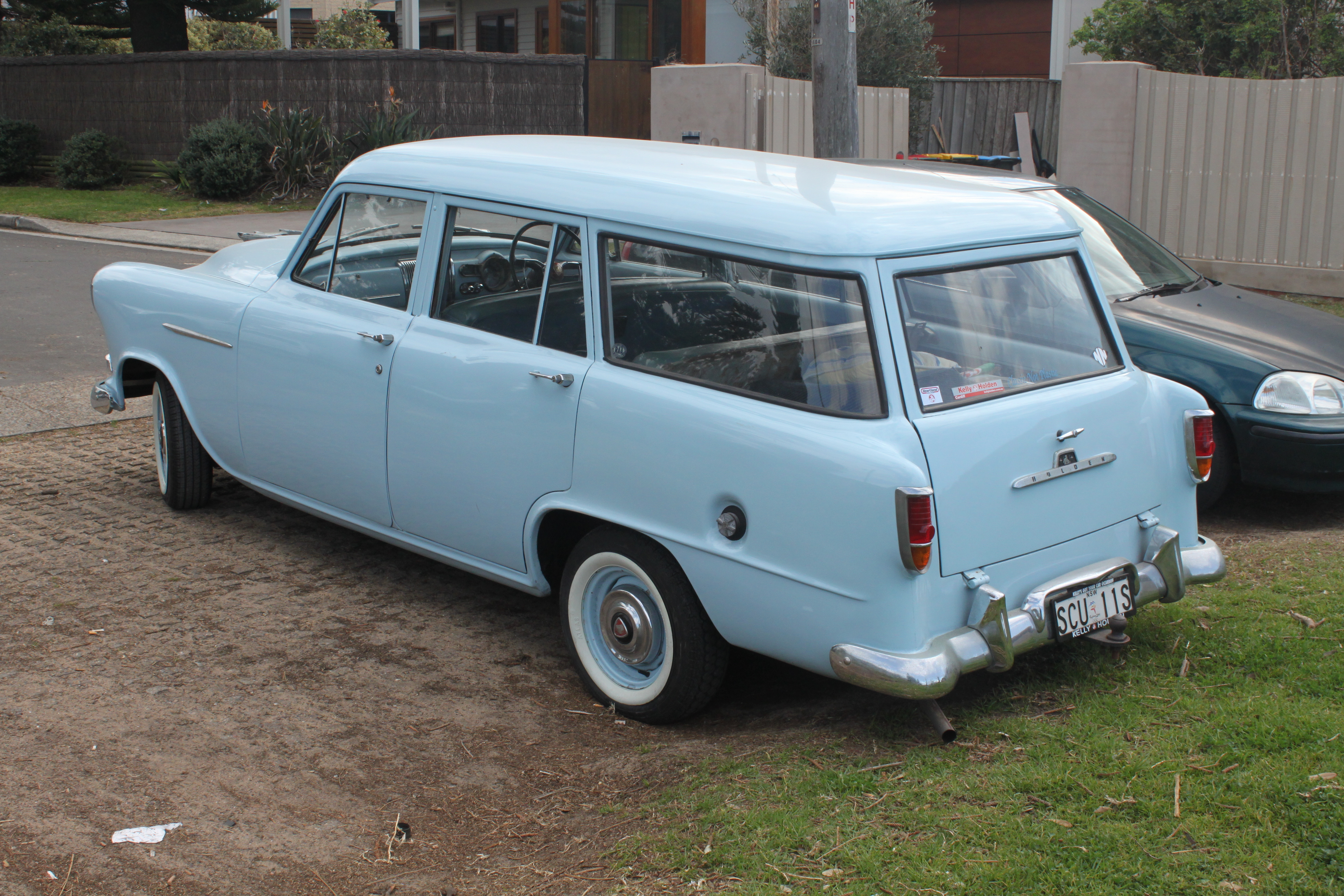
Holden Standard Station Sedan
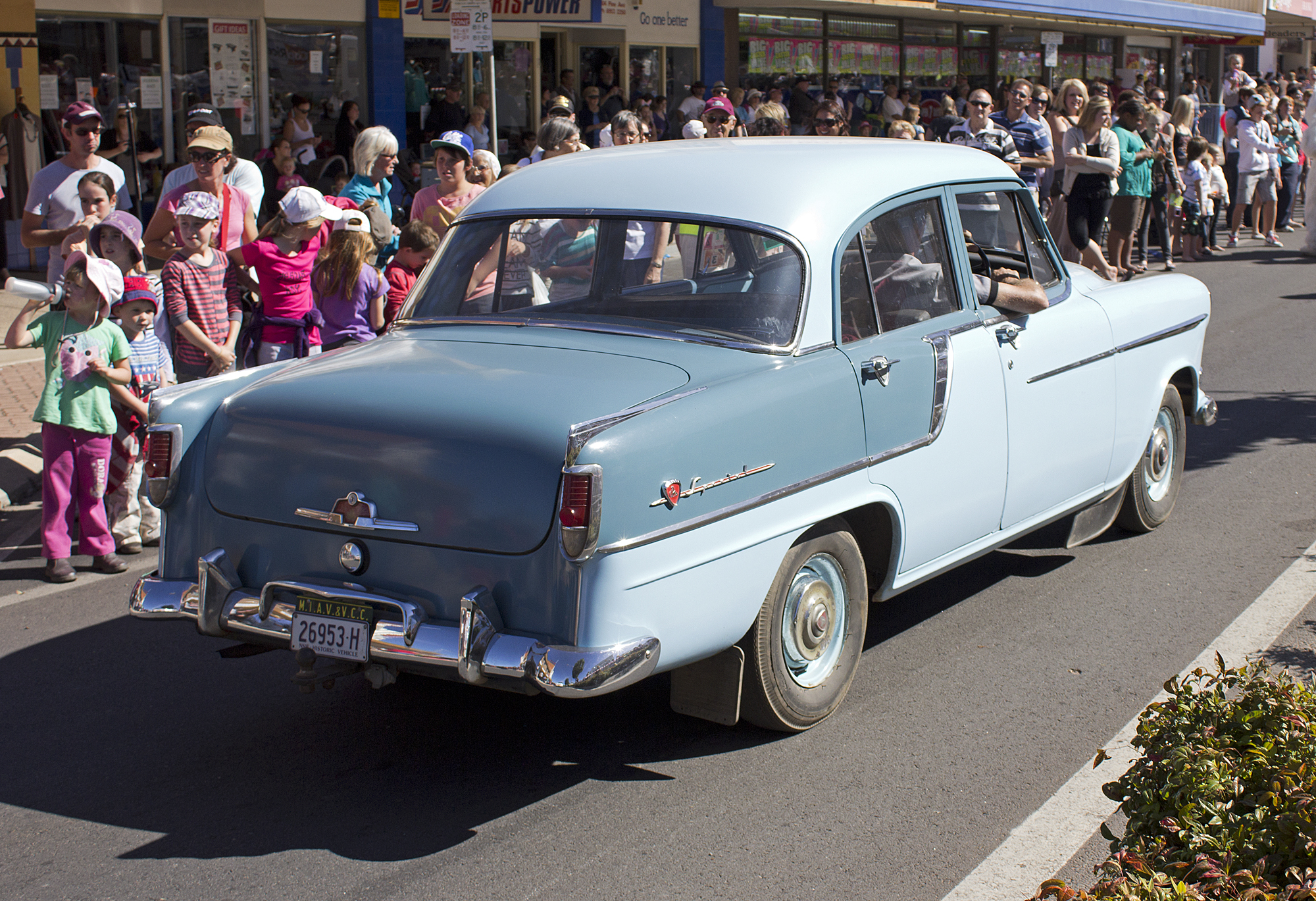
Holden Special Sedan
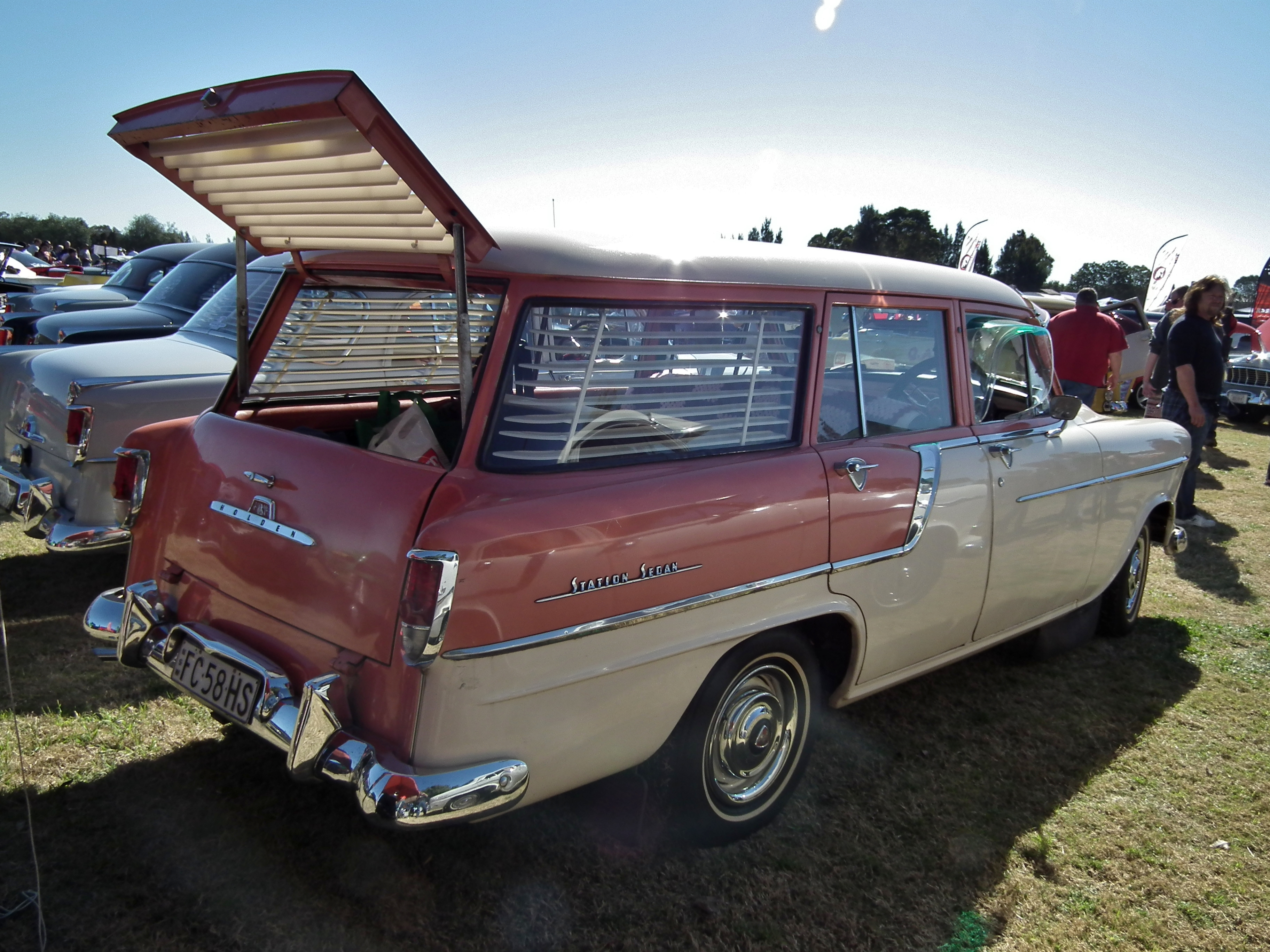
Holden Special Station Sedan
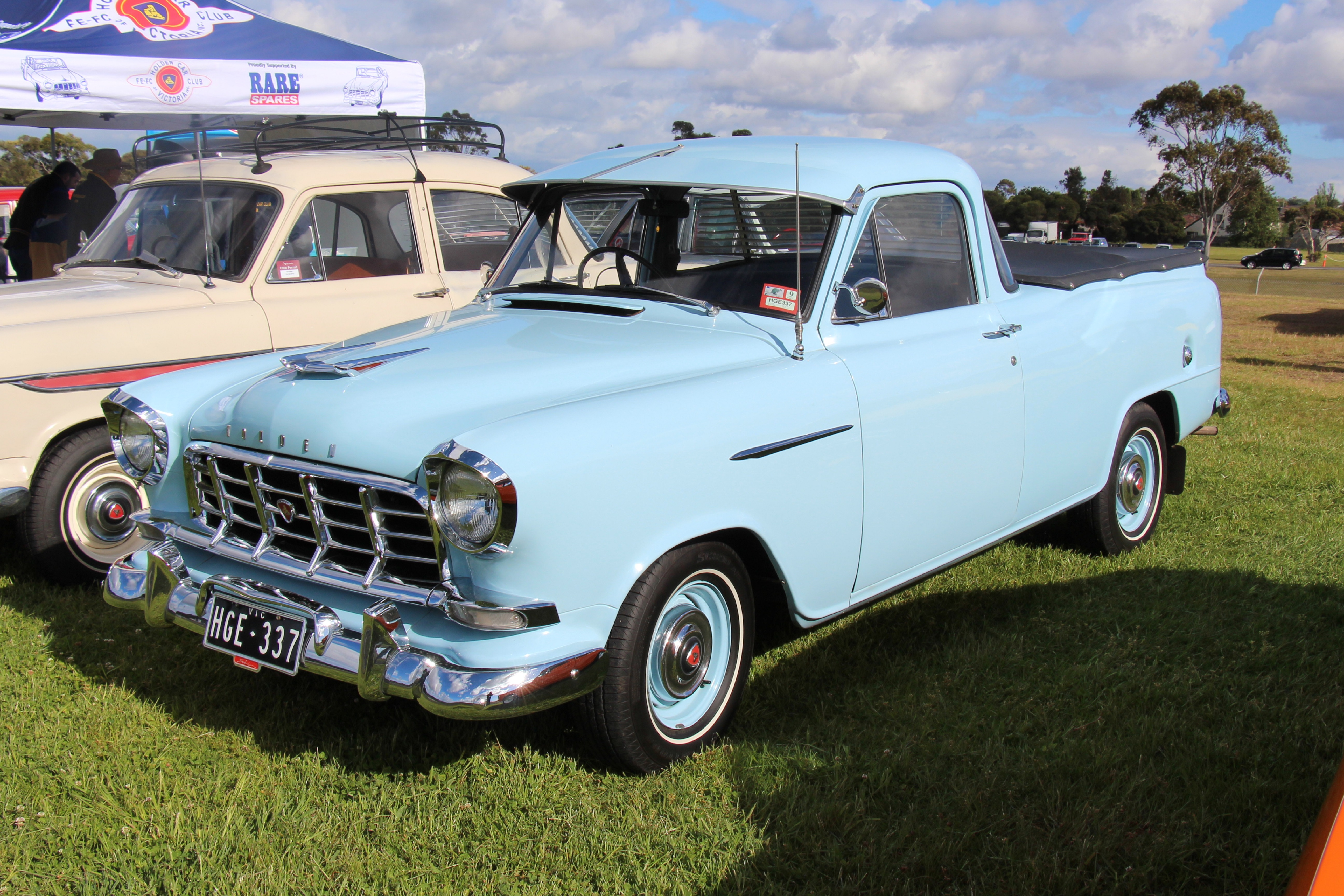
Holden Utility
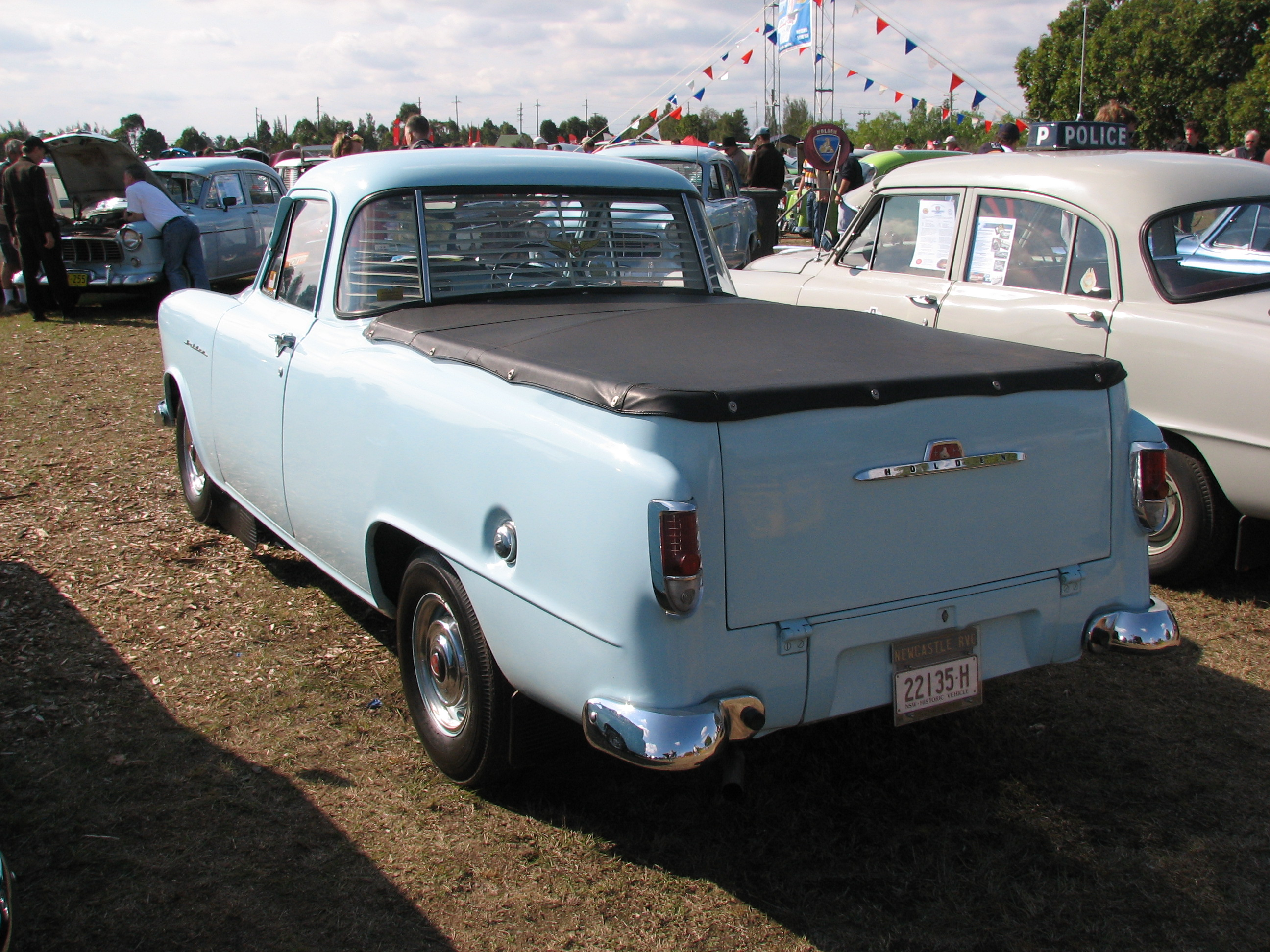
Holden Utility
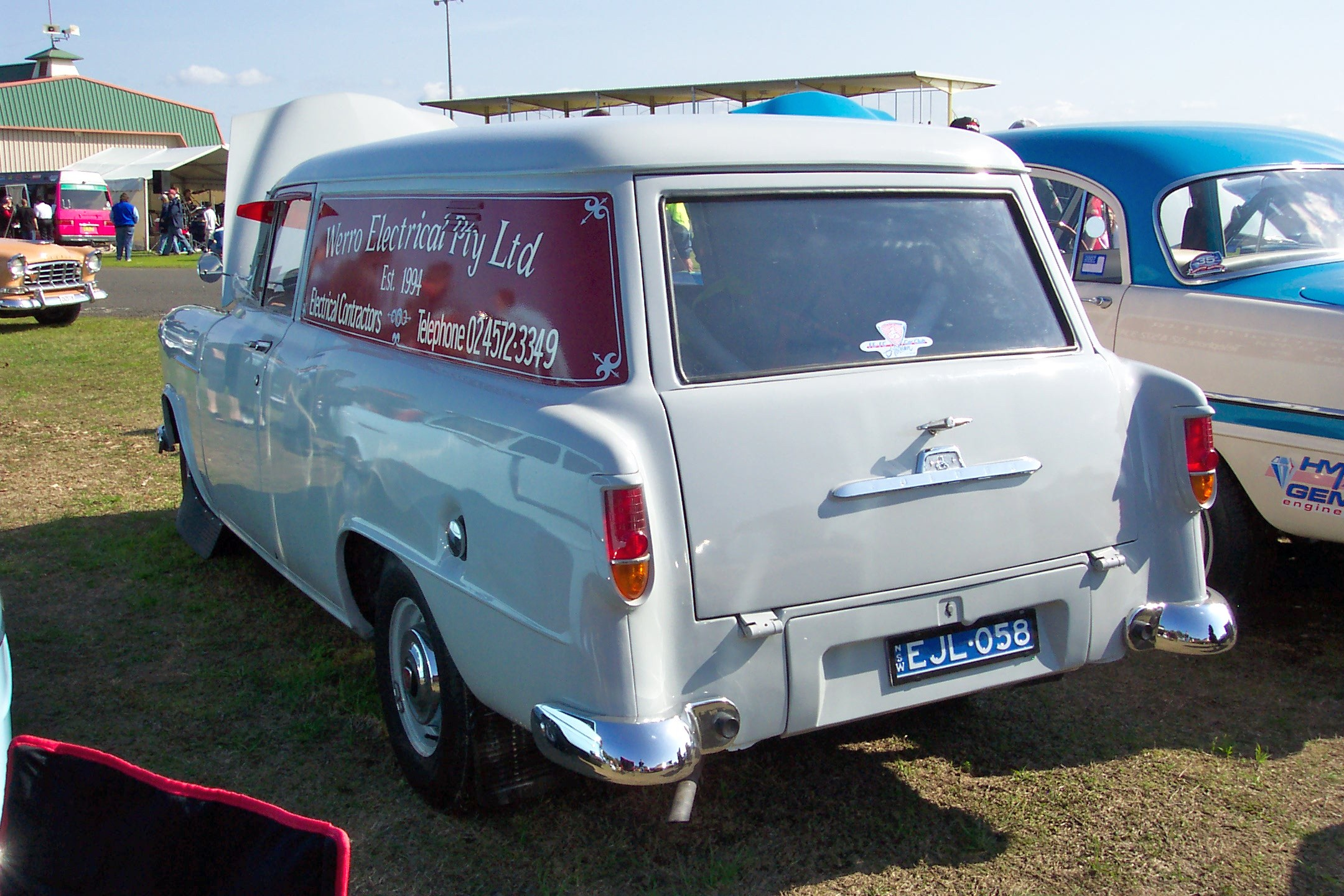
Holden Panel Van

## Двигатели
Все модели FC оснащены 2,2-литровым рядным шестицилиндровым двигателем мощностью 54 кВт (72 л. с.). Двигатель был перенесён из серии FE, хотя распредвал был изменён, а степень сжатия и крутящий момент были увеличены.

## Производство
В январе 1960 года преемником Holden FC стал Holden FB. Всего было выпущено 191724 автомобиля.